# Carlos Akapo
Carlos Akapo, né le 12 mars 1993 à Elche en Espagne, est un footballeur international équatoguinéen jouant au poste d'arrière droit au Amazonas FC.

## Biographie

### En club
Akapo voit le jour à Elche, dans la Province d'Alicante en Espagne, d'une mère espagnole et d'un père équatoguinéen. Il commence sa formation en 1998 au Kelme CF (en), où il reste dix ans, avant de continuer sa formation à l'Hércules CF, à l'Elche CF et enfin à l'Huracán CF (en). Akapo joue son premier match professionnel le 22 janvier 2012, lors d'une défaite 2-1 contre le RCD Majorque B en Segunda División B.
En juillet 2013, Akapo s'engage en faveur du CD Numancia, équipe évoluant en Segunda División. Après une saison 2013-2014 satisfaisante, le défenseur rejoint le Valencia Mestalla, l'équipe réserve du Valence CF. Il y passe deux saisons dans un relatif anonymat, avant de signer en faveur de la SD Huesca en 2016.
Le 5 août 2022, alors libre de tout contrat, Akapo s'engage en faveur des Earthquakes de San José, franchise de Major League Soccer, où il paraphe un contrat d'un an et demi.

### En sélection nationale
De par sa double nationalité, Akapo décide de représenter la Guinée équatoriale, et se fait convoquer pour la première fois en 2012. Néanmoins, il doit attendre le 5 juin 2013 pour honorer sa première sélection en équipe nationale. Il s'agit d'une rencontre amicale disputée contre le Togo (défaite 0-1).
Akapo joue ensuite deux rencontres rentrant dans le cadre des éliminatoires du mondial 2014, contre le Cap-Vert et la Tunisie. Il joue également une rencontre contre le Maroc lors des éliminatoires du mondial 2018.
Il inscrit son premier but avec la Guinée équatoriale le 4 septembre 2016, contre le Soudan du Sud. Ce match gagné sur le large score de 4-0 rentre dans le cadre des éliminatoires de la Coupe d'Afrique des nations 2019. Akapo dispute sa première compétition internationale lors de la Coupe d'Afrique des nations 2021 au Cameroun. En décembre 2023, il est retenu dans la liste des vingt-sept joueurs équatoguinéens par Juan Micha pour disputer la Coupe d'Afrique des nations 2023.